# لاپیوالا
لاپیوالا (به انگلیسی: Lapiwala) یک روستا در پاکستان است که در پنجاب واقع شده‌است. لاپیوالا ۱۶۴ متر بالاتر از سطح دریا واقع شده‌است.